# Ligne de Saint-Omer à Hesdigneul
La ligne de Saint-Omer à Hesdigneul est une ligne de chemin de fer française dans le département du Pas-de-Calais, non électrifiée, aujourd'hui à voie unique, qui relie la gare de Saint-Omer, sur la ligne de Lille aux Fontinettes, à la gare d'Hesdigneul, sur la ligne de Longueau à Boulogne-Ville. Avant que le trafic voyageurs ne cesse, la ligne permettait des relations entre Saint-Omer et Boulogne-Ville. 
Elle constitue la ligne 310 000 du réseau ferré national.
L'association du Chemin de fer touristique de la vallée de l'Aa fait circuler un train touristique sur une partie de la ligne.

## Situation ferroviaire
Numéro 310 000 du réseau ferré national la ligne de Saint-Omer à Hesdigneul à son origine à la bifurcation de Malhove à 2 km à l'est de la gare de Saint-Omer, où elle se détache de la ligne de Lille aux Fontinettes, sur son parcours seule la ligne d'Armentières à Arques s'embranche, en gare d'Arques (Pas-de-Calais), et la ligne se raccorde à ligne de Longueau à Boulogne-Ville peu avant la gare d'Hesdigneul.
Elle ne permet plus de relations entre Saint-Omer et Hesdigneul car elle est déclassée entre le PK 81,930 et le PK 101,850. Elle est donc composée de deux sections en service : de Saint-Omer à Lumbres et de Desvres à Hesdigneul.

## Chronologie
- 22 mai 1869 : concession à la Compagnie des chemins de fer du Nord-Est[2],[3]
- 15 septembre 1871 : déclaration d'utilité publique
- 1er juin 1874 : mise en service
- 17 décembre 1875 : traité confiant l'exploitation à la Compagnie des chemins de fer du Nord (Nord)
- 20 novembre 1883 : incorporation de la ligne à la Compagnie du Nord[4]
- 15 juillet 1959 : fermeture aux voyageurs de Saint-Omer à Desvres
- 4 novembre 1968 : fermeture voyageurs de Desvres à Hesdigneul (Boulogne)
- 30 novembre 1969 : fermeture marchandises de Lumbres à Lottinghen
- 22 février 1991 : déclassement du PK 81,930 au PK 101,850

## Historique
Comme pour nombre de lignes du réseau secondaire, la gestation de la ligne de Saint-Omer à Boulogne, prend du temps « À ce projet, néanmoins, d'autres projets sont opposés : c'est le sort ordinaire des plus utiles conceptions ; aucune d'elles ne se réalise sans combat. ».
Si les premières études datent de 1837, ce n'est que le 3 octobre 1864 qu'une compagnie anglo-française, qui propose de réaliser le chemin de fer de Boulogne à Saint-Omer sans subventions ni garantie d'intérêt, est autorisée à faire une étude. Une enquête est ouverte le 28 avril 1865, aucune observation n'ayant été produite, l'ensemble des pièces est adressé au Ministre le 16 septembre 1865. Mais il n'y a pas eu de suite, la compagnie Westoby n'a plus donné de nouvelle et il n'y a pas eu de déclaration d'utilité publique.
La ligne « de Boulogne à Saint-Omer » est concédée à titre définitif par une convention signée le 22 mai 1869 entre le ministre des Travaux Publics et Messieurs Anatole de Melun, comte Charles Werner de Mérode, Louis Dupont, Florimond de Coussemaker, Isidore-David Portau, Benjamin Labarbe. Cette convention est approuvée à la même date par un décret impérial. Les plans sont approuvés le 17 août 1871. La construction de cette ligne est entreprise par la Compagnie des chemins de fer du Nord-Est qui s'est substituée aux concessionnaires initiaux. Dès la fin de l'année 1871, la Compagnie indique que les travaux sont poussés avec une grande activité et qu'elle estime que la ligne pourra être exploitée rapidement. En août 1872, 298 000 mètres cubes de terrassements ont été exécutés sur un total estimé de 778 000 m3, cinquante et un ouvrages d'art sont construits sur les quatre-vingt-onze prévus et on a commencé à poser la voie lorsque le terrassement est terminé. Le coût prévu est d'environ 4 054 000 francs, sans compter la voie, pour ses 53,500 mètres de longueur.
L'inauguration a lieu le 25 mai 1874 et la Compagnie des chemins de fer du Nord-Est ouvre la ligne au service commercial le 1er juin 1874. Toutefois, dès le 17 décembre 1875, la Compagnie des chemins de fer du Nord-Est signe un traité avec la Compagnie des chemins de fer du Nord pour l'exploitation jusqu'à l'échéance de la concession de l'ensemble des lignes dont elle est concessionnaire. Ce traité est approuvé par un décret le 20 mai 1876.
La ligne est rattachée au réseau de Compagnie des chemins de fer du Nord selon les termes d'une convention signée entre le Ministre des travaux publics et la compagnie le 5 juin 1883. Cette convention est approuvée par une loi le 20 novembre suivant. Toutefois, la Compagnie des chemins de fer du Nord n'en deviendra pleinement concessionnaire qu'à la suite d'un traité passé avec la Compagnie des chemins de fer du Nord-Est le 30 mars 1889 et approuvé par une loi le 7 février 1890.
En 1885, la Compagnie du Nord remplace les convois ordinaires circulant sur la ligne par des « trains légers économiques de moins de sept véhicules, sans interposition de fourgon de choc ». Cette nouvelle organisation de l'exploitation mise en service à titre expérimental le 1er juillet s'avère rapidement intéressante économiquement. Elle permet notamment l'arrêt des trains dans des lieux ne comportant pas toutes les installations dues à une station.
La ligne a une bonne fréquentation jusqu'à la fin de la Seconde Guerre mondiale. Elle devient déficitaire après guerre et le remplacement des trains par des autorails en 1953 ne rétablit pas la situation ; la SNCF arrête le transport des voyageurs, en 1959  de Desvres à Saint-Omer et en 1968 de Desvres à Boulogne. le trafic marchandises cesse en 1969 sur le tronçon de Lumbres à Lottinghem, mais il perdure encore aujourd'hui de Lumbres à Arques avec la desserte de la cimenterie Holcim et de Desvres à Hesdigneul. La section de Lumbres à Desvres (PK 81,930 à 101,850) a été déclassée le 22 février 1991.
La partie de la ligne (trafic fret seulement) entre Lumbres et Arques fait l'objet en août et décembre 2012, ainsi qu'à l'été 2013, d'une importante régénération de la voie. Il s'agit, pour 4,7 millions d'euros, de renouveler douze passages à niveau, 14 000 traverses, de relever 11,5 kilomètres de voie et de remplacer 6,5 kilomètres de rail. La section concernée par ces travaux est longue de dix-sept kilomètres. Un tiers des traverses, qui sont remplacées, datent de 1936, elles sont incinérées. Les rails canadiens datant de 1939 seront revendus à un ferrailleur et fondus. Du nouveau ballast sera mis sous les traverses. Pendant ces travaux, le cimentier Holcim transfère ses transports sur route, jusqu'à la gare de Saint-Omer.

## Tracé
La ligne de Saint-Omer à Hesdigneul a son origine à la bifurcation de Malhove à 2 km à l'est de la gare de Saint-Omer, où elle se détache de la ligne de Lille aux Fontinettes. Peu après avoir franchi le canal de Neuffossé, elle traverse la gare d'Arques (Pas-de-Calais), où elle laisse sur la gauche la ligne d'Armentières à Arques. Son tracé s'infléchit vers l'ouest pour longer la vallée de l'Aa en traversant des petites communes industrielles, en particulier Lumbres siège d'une importante cimenterie desservie par une installation terminale embranchée (I.T.E.). Elle s'élève ensuite sur les collines de l'Artois par des rampes de 15 à 16 ‰ pour atteindre son point culminant vers 200 mètres d'altitude au point kilométrique 93 peu avant l'ancienne gare de Lottinghen. Elle redescend en pente de 15 ‰ vers Desvres où une I.T.E. dessert une usine d'acier galvanisé. A Samer, elle arrive dans la vallée de la Liane qu'elle suit jusqu'à son raccordement à la voie 2 de la ligne de Longueau à Boulogne-Ville peu avant la gare d'Hesdigneul (il existait autrefois un saut de mouton qui permettait de rejoindre la voie 1).

## Infrastructure
C'est une ligne à voie unique au profil médiocre où les déclivités atteignent 16 ‰.

## Galerie de photographies

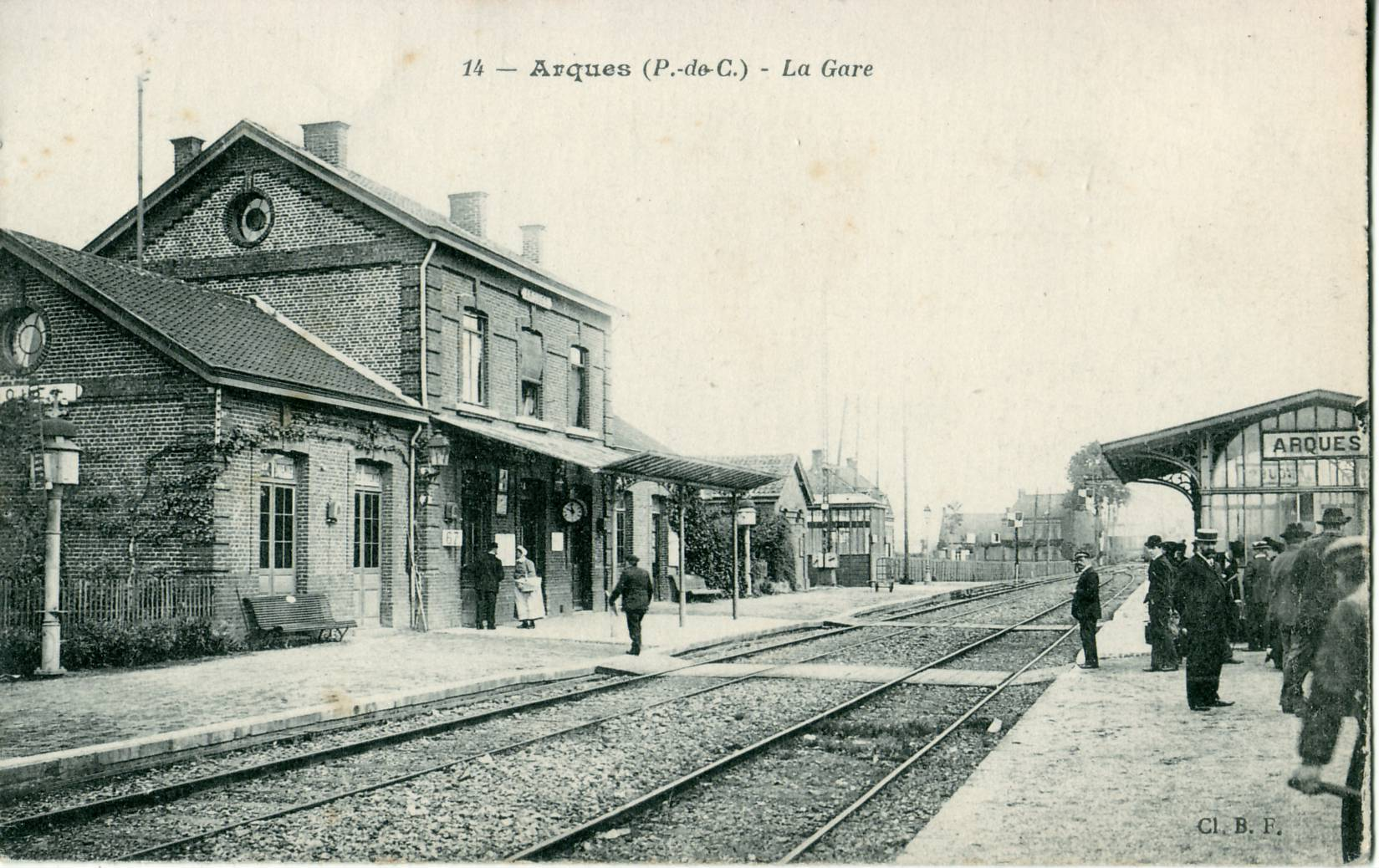
La gare d'Arques, au début du XXe siècle
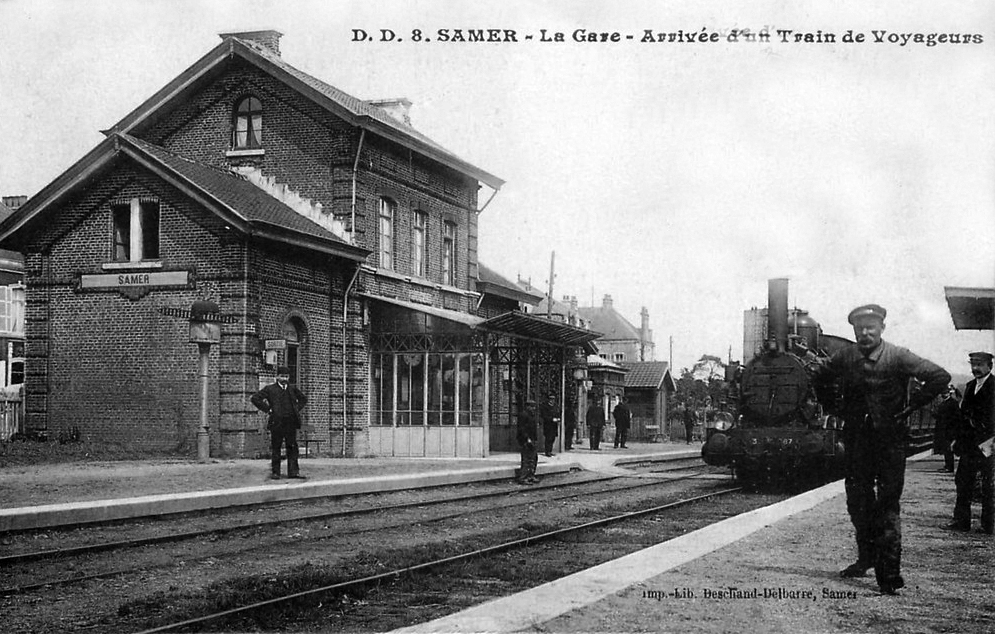
La gare de Samer
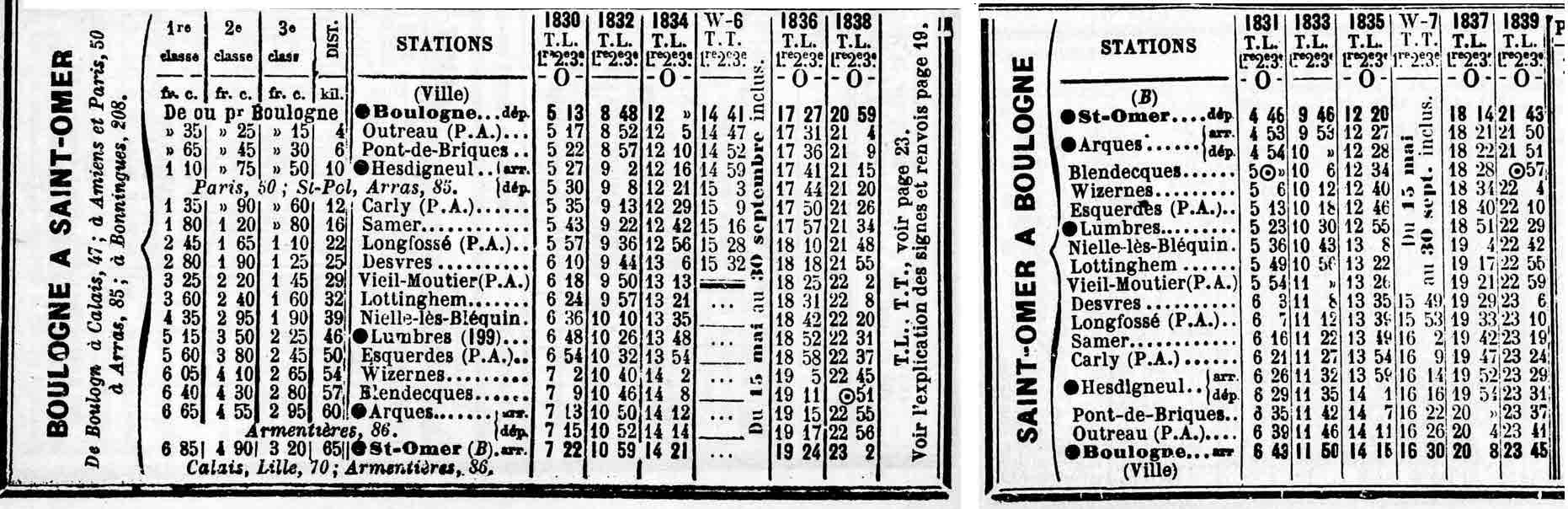
Horaires de la ligne en mai 1914
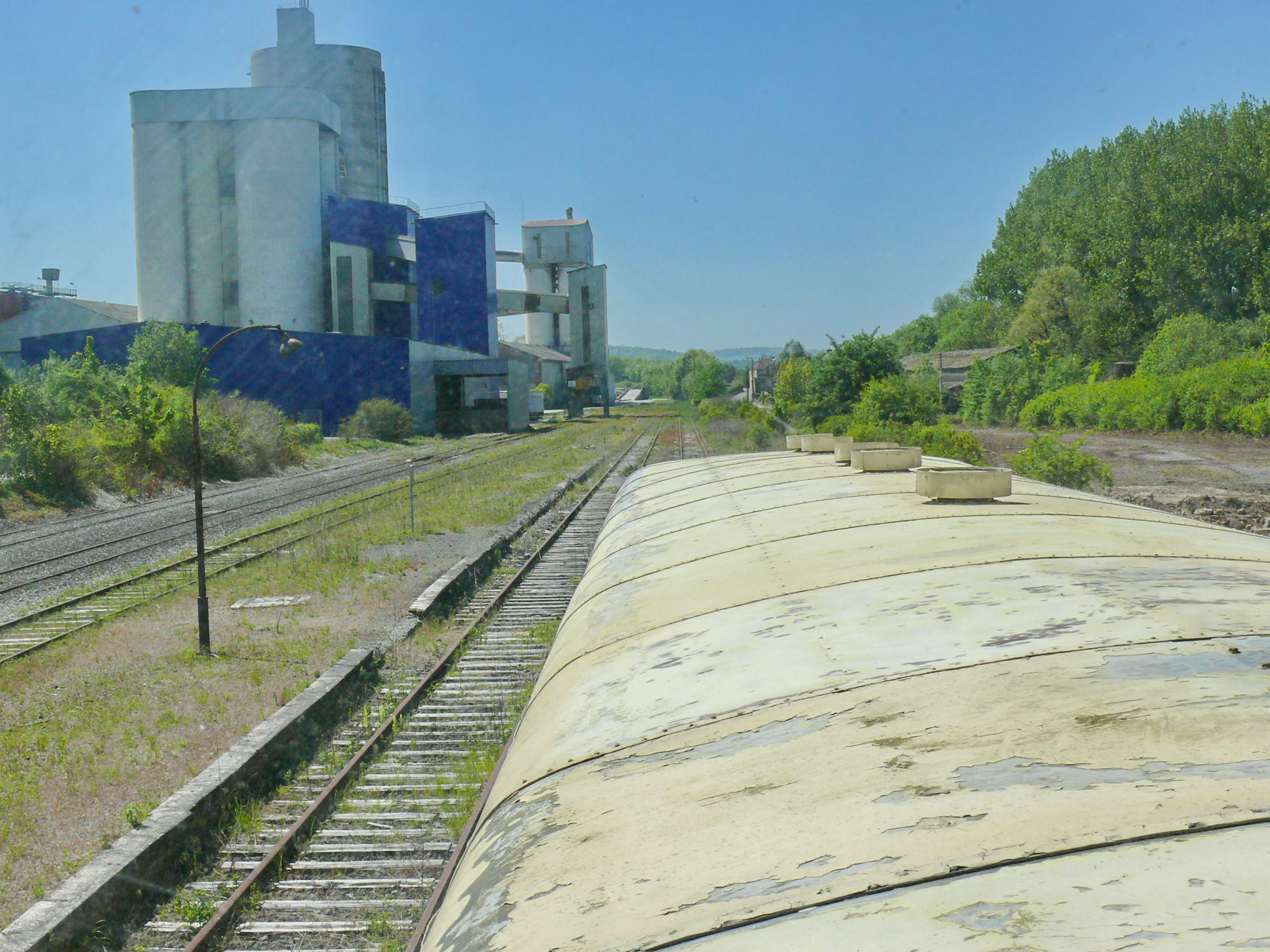
Vue de la cimenterie Holcim de Lumbres depuis le poste de conduite de l'autorail touristique.
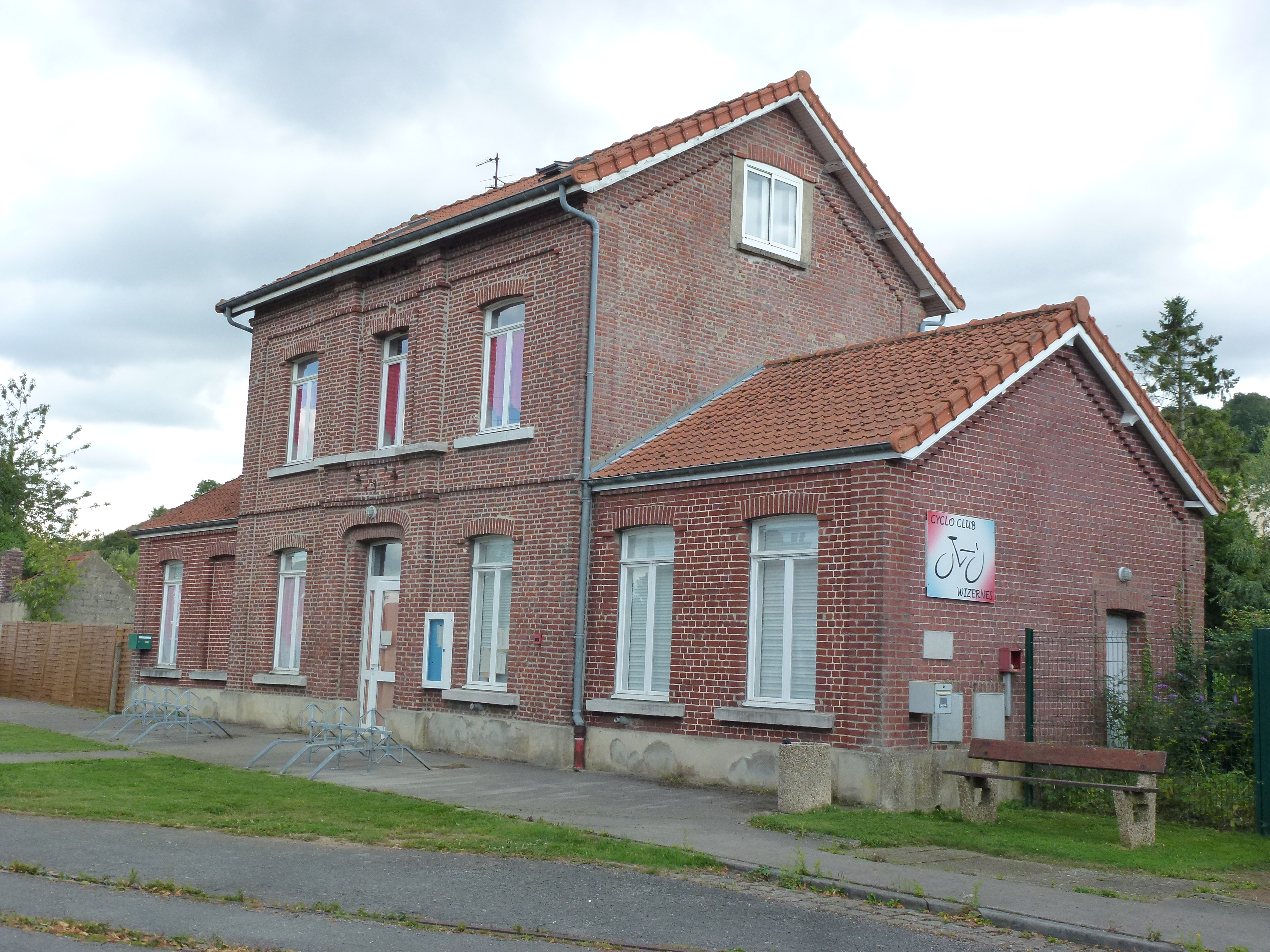
La gare de Wizernes, en 2013 siège du cyclo club.